# Perú en la clasificación de la Conmebol para la Copa Mundial de Fútbol

## Estadísticas
• Actualizado hasta el partido Venezuela - Perú (25 de marzo de 2025).
| Año   | Resultado      | Pos.          | PJ            | PG            | PE            | PP            | GF            | GC            | Dif.          | Goleador(es)                                                                                   |
| ----- | -------------- | ------------- | ------------- | ------------- | ------------- | ------------- | ------------- | ------------- | ------------- | ---------------------------------------------------------------------------------------------- |
| 1930  | Invitado.      | Invitado.     | Invitado.     | Invitado.     | Invitado.     | Invitado.     | Invitado.     | Invitado.     | Invitado.     | Invitado.                                                                                      |
| 1934  | Se retiró.     | Se retiró.    | Se retiró.    | Se retiró.    | Se retiró.    | Se retiró.    | Se retiró.    | Se retiró.    | Se retiró.    | Se retiró.                                                                                     |
| 1938  | No participó.  | No participó. | No participó. | No participó. | No participó. | No participó. | No participó. | No participó. | No participó. | No participó.                                                                                  |
| 1950  | Se retiró.     | Se retiró.    | Se retiró.    | Se retiró.    | Se retiró.    | Se retiró.    | Se retiró.    | Se retiró.    | Se retiró.    | Se retiró.                                                                                     |
| 1954  | No participó.  | No participó. | No participó. | No participó. | No participó. | No participó. | No participó. | No participó. | No participó. | No participó.                                                                                  |
| 1958  | No clasificado | 6.º           | 2             | 0             | 1             | 1             | 1             | 2             | -1            | Alberto Terry (1)                                                                              |
| 1962  | No clasificado | 5.º           | 2             | 0             | 1             | 1             | 1             | 2             | -1            | Faustino Delgado (1)                                                                           |
| 1966  | No clasificado | 5.º           | 4             | 2             | 0             | 2             | 8             | 6             | 2             | Pedro Pablo León (3)                                                                           |
| 1970  | Clasificado    | 4.º           | 4             | 2             | 1             | 1             | 7             | 4             | 3             | Oswaldo Ramírez (2)                                                                            |
| 1974  | No clasificado | 6.º           | 3             | 1             | 0             | 2             | 3             | 4             | -1            | Hugo Sotil (2)                                                                                 |
| 1978  | Clasificado    | 2.º           | 6             | 3             | 2             | 1             | 13            | 3             | 10            | Juan Carlos Oblitas (4)                                                                        |
| 1982  | Clasificado    | 3.º           | 4             | 2             | 2             | 0             | 5             | 2             | 3             | Guillermo La Rosa, Julio César Uribe (2)                                                       |
| 1986  | No clasificado | 5.º           | 8             | 3             | 2             | 3             | 10            | 9             | 1             | Franco Navarro (3)                                                                             |
| 1990  | No clasificado | 8.º           | 4             | 0             | 0             | 4             | 2             | 8             | -6            | José Guillermo del Solar, Andrés Gonzales (1)                                                  |
| 1994  | No clasificado | 9.º           | 6             | 0             | 1             | 5             | 4             | 12            | -8            | José Guillermo del Solar, Roberto Palacios, Darío Muchotrigo, Jorge Soto (1)                   |
| 1998  | No clasificado | 5.º           | 16            | 7             | 4             | 5             | 19            | 20            | -1            | Roberto Palacios (6)                                                                           |
| 2002  | No clasificado | 8.º           | 18            | 4             | 4             | 10            | 14            | 25            | -11           | Nolberto Solano, Juan Pajuelo, Roberto Palacios, Claudio Pizarro (2)                           |
| 2006  | No clasificado | 9.º           | 18            | 4             | 6             | 8             | 20            | 28            | -8            | Jefferson Farfán (7)                                                                           |
| 2010  | No clasificado | 10.º          | 18            | 3             | 4             | 11            | 11            | 34            | -23           | Johan Fano (3)                                                                                 |
| 2014  | No clasificado | 7.º           | 16            | 4             | 3             | 9             | 17            | 26            | -9            | Jefferson Farfán (5)                                                                           |
| 2018  | Clasificado    | 5.º           | 20            | 8             | 6             | 6             | 29            | 26            | 3             | Paolo Guerrero, Edison Flores (5)                                                              |
| 2022  | No clasificado | 5.º           | 19            | 7             | 4             | 8             | 19            | 22            | -3            | Christian Cueva (5)                                                                            |
| 2026  | Disputándose   | 9.º           | 14            | 2             | 4             | 8             | 6             | 17            | -11           | Yoshimar Yotún, Alexander Callens, Miguel Araujo, Andy Polo, Paolo Guerrero, Edison Flores (1) |
| Total | 5 · 17         | 8.º           | 183           | 52            | 45            | 86            | 189           | 251           | -62           | Jefferson Farfán (16)                                                                          |

### Resultados por país
| País          | PJ  | PG | PE | PP | GF  | GC  | DG  |
| ------------- | --- | -- | -- | -- | --- | --- | --- |
| Argentina     | 20  | 2  | 7  | 11 | 15  | 30  | -15 |
| Australia     | 1   | 0  | 1  | 0  | 0   | 0   | 0   |
| Bolivia       | 19  | 8  | 4  | 7  | 29  | 18  | +11 |
| Brasil        | 13  | 0  | 4  | 9  | 6   | 22  | -16 |
| Chile         | 21  | 7  | 2  | 12 | 27  | 37  | -10 |
| Colombia      | 22  | 4  | 6  | 12 | 10  | 29  | -19 |
| Ecuador       | 16  | 5  | 5  | 6  | 21  | 25  | -4  |
| Nueva Zelanda | 2   | 1  | 1  | 0  | 2   | 0   | +2  |
| Paraguay      | 16  | 7  | 4  | 5  | 24  | 18  | +6  |
| Uruguay       | 20  | 5  | 4  | 11 | 15  | 30  | -15 |
| Venezuela     | 18  | 11 | 3  | 4  | 34  | 24  | +10 |
| Total         | 168 | 50 | 41 | 77 | 183 | 233 | -50 |

### Máximos goleadores

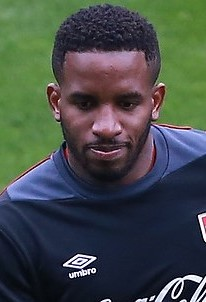
Jefferson Farfán, máximo goleador de la selección peruana en clasificatorias.

| #  | Jugador             | Periodo   | Goles | Partidos | Promedio |
| -- | ------------------- | --------- | ----- | -------- | -------- |
| 1  | Jefferson Farfán    | 2003-2021 | 16    | 47       | 0,34     |
| 2  | Paolo Guerrero      | 2004-act. | 11    | 58       | 0,19     |
| 3  | Christian Cueva     | 2012-act. | 9     | 38       | 0,24     |
| 4  | Roberto Palacios    | 1993-2009 | 9     | 57       | 0,16     |
| 5  | Edison Flores       | 2016-act. | 8     | 33       | 0,24     |
| 6  | Claudio Pizarro     | 2000-2016 | 6     | 46       | 0,13     |
| 7  | Nolberto Solano     | 1996-2009 | 6     | 52       | 0,12     |
| 8  | Juan Carlos Oblitas | 1973-1985 | 5     | 18       | 0,26     |
| 9  | Jorge Soto          | 1993-2005 | 5     | 36       | 0,14     |
| 10 | Pedro Pablo León    | 1965-1969 | 4     | 8        | 0,50     |
| 11 | José Velásquez      | 1973-1985 | 4     | 18       | 0,22     |
| 12 | Andrés Mendoza      | 2000-2007 | 4     | 21       | 0,19     |
| 13 | André Carrillo      | 2012-act. | 4     | 42       | 0,10     |
| 14 | Hugo Sotil          | 1973-1977 | 3     | 9        | 0,33     |
| 15 | Franco Navarro      | 1985-1989 | 3     | 10       | 0,30     |
| 16 | Johan Fano          | 2008-2009 | 3     | 11       | 0,27     |
| 17 | Teófilo Cubillas    | 1969-1981 | 3     | 11       | 0,27     |
| 18 | Julio César Uribe   | 1981-1989 | 3     | 11       | 0,27     |
| 19 | Gerónimo Barbadillo | 1981-1985 | 3     | 12       | 0,25     |
| 20 | Gianluca Lapadula   | 2020-act. | 3     | 22       | 0,14     |
| 21 | Flavio Maestri      | 1993-2007 | 3     | 26       | 0,12     |
| 22 | Renato Tapia        | 2015-act. | 3     | 31       | 0,10     |

## Eliminatorias delsigloXX

### Eliminatorias paraSuecia 1958
- Información según CeroaCero[3]

| Fecha               | Lugar          |        |                   | Resultado |                   |        |
| ------------------- | -------------- | ------ | ----------------- | --------- | ----------------- | ------ |
| 13 de abril de 1957 | Lima           | Perú   | Bandera de Perú   | 1:1 (1:0) | Bandera de Brasil | Brasil |
| 21 de abril de 1957 | Río de Janeiro | Brasil | Bandera de Brasil | 1:0 (1:0) | Bandera de Perú   | Perú   |

### Eliminatorias paraChile 1962
- Información según CeroaCero[4]

| Fecha               | Lugar  |          |                     | Resultado |                     |          |
| ------------------- | ------ | -------- | ------------------- | --------- | ------------------- | -------- |
| 30 de abril de 1961 | Bogotá | Colombia | Bandera de Colombia | 1:0 (1:0) | Bandera de Perú     | Perú     |
| 7 de mayo de 1961   | Lima   | Perú     | Bandera de Perú     | 1:1 (1:0) | Bandera de Colombia | Colombia |

### Eliminatorias paraInglaterra 1966
- Información según CeroaCero[5]

| Fecha               | Lugar      |           |                      | Resultado |                      |           |
| ------------------- | ---------- | --------- | -------------------- | --------- | -------------------- | --------- |
| 16 de mayo de 1965  | Lima       | Perú      | Bandera de Perú      | 1:0 (1:0) | Bandera de Venezuela | Venezuela |
| 2 de junio de 1965  | Caracas    | Venezuela | Bandera de Venezuela | 3:6 (1:3) | Bandera de Perú      | Perú      |
| 6 de junio de 1965  | Lima       | Perú      | Bandera de Perú      | 0:1 (0:0) | Bandera de Uruguay   | Uruguay   |
| 13 de junio de 1965 | Montevideo | Uruguay   | Bandera de Uruguay   | 2:1 (1:1) | Bandera de Perú      | Perú      |

### Eliminatorias paraMéxico 1970
- Información según CeroaCero[6]

| Fecha                | Lugar        |           |                      | Resultado |                      |           |
| -------------------- | ------------ | --------- | -------------------- | --------- | -------------------- | --------- |
| 3 de agosto de 1969  | Lima         | Perú      | Bandera de Perú      | 1:0 (0:0) | Bandera de Argentina | Argentina |
| 10 de agosto de 1969 | La Paz       | Bolivia   | Bandera de Bolivia   | 2:1 (0:0) | Bandera de Perú      | Perú      |
| 17 de agosto de 1969 | Lima         | Perú      | Bandera de Perú      | 3:0 (2:0) | Bandera de Bolivia   | Bolivia   |
| 31 de agosto de 1969 | Buenos Aires | Argentina | Bandera de Argentina | 2:2 (0:0) | Bandera de Perú      | Perú      |

### Eliminatorias paraAlemania 1974
- Información según CeroaCero[7]

| Fecha               | Lugar    |       |                  | Resultado |                  |       |
| ------------------- | -------- | ----- | ---------------- | --------- | ---------------- | ----- |
| 29 de abril de 1973 | Lima     | Perú  | Bandera de Perú  | 2:0 (1:0) | Bandera de Chile | Chile |
| 13 de mayo de 1973  | Santiago | Chile | Bandera de Chile | 2:0 (0:0) | Bandera de Perú  | Perú  |

#### Desempate
- Información según CeroaCero[8]

| Fecha               | Lugar      |       |                  | Resultado |                 |      |
| ------------------- | ---------- | ----- | ---------------- | --------- | --------------- | ---- |
| 5 de agosto de 1973 | Montevideo | Chile | Bandera de Chile | 2:1 (1:1) | Bandera de Perú | Perú |

### Eliminatorias paraArgentina 1978
- Información según CeroaCero[9]

| Fecha                 | Lugar    |         |                    | Resultado |                    |         |
| --------------------- | -------- | ------- | ------------------ | --------- | ------------------ | ------- |
| 20 de febrero de 1977 | Quito    | Ecuador | Bandera de Ecuador | 1:1 (0:1) | Bandera de Perú    | Perú    |
| 6 de marzo de 1977    | Santiago | Chile   | Bandera de Chile   | 1:1 (1:0) | Bandera de Perú    | Perú    |
| 12 de marzo de 1977   | Lima     | Perú    | Bandera de Perú    | 4:0 (1:0) | Bandera de Ecuador | Ecuador |
| 26 de marzo de 1977   | Lima     | Perú    | Bandera de Perú    | 2:0 (0:0) | Bandera de Chile   | Chile   |

#### Ronda final
- Información según CeroaCero[10]

| Fecha               | Lugar |        |                   | Resultado |                    |         |
| ------------------- | ----- | ------ | ----------------- | --------- | ------------------ | ------- |
| 10 de julio de 1977 | Cali  | Brasil | Bandera de Brasil | 1:0 (0:0) | Bandera de Perú    | Perú    |
| 17 de julio de 1977 | Cali  | Perú   | Bandera de Perú   | 5:0 (2:0) | Bandera de Bolivia | Bolivia |

### Eliminatorias paraEspaña 1982
- Información según CeroaCero[11]

| Fecha                   | Lugar      |          |                     | Resultado |                     |          |
| ----------------------- | ---------- | -------- | ------------------- | --------- | ------------------- | -------- |
| 26 de julio de 1981     | Bogotá     | Colombia | Bandera de Colombia | 1:1 (0:0) | Bandera de Perú     | Perú     |
| 16 de agosto de 1981    | Lima       | Perú     | Bandera de Perú     | 2:0 (1:0) | Bandera de Colombia | Colombia |
| 23 de agosto de 1981    | Montevideo | Uruguay  | Bandera de Uruguay  | 1:2 (0:2) | Bandera de Perú     | Perú     |
| 6 de septiembre de 1981 | Lima       | Perú     | Bandera de Perú     | 0:0       | Bandera de Uruguay  | Uruguay  |

### Eliminatorias paraMéxico 1986
- Información según CeroaCero[12]

| Fecha               | Lugar         |           |                      | Resultado |                      |           |
| ------------------- | ------------- | --------- | -------------------- | --------- | -------------------- | --------- |
| 26 de mayo de 1985  | Bogotá        | Colombia  | Bandera de Colombia  | 1:0 (1:0) | Bandera de Perú      | Perú      |
| 2 de junio de 1985  | San Cristóbal | Venezuela | Bandera de Venezuela | 0:1 (0:0) | Bandera de Perú      | Perú      |
| 9 de junio de 1985  | Lima          | Perú      | Bandera de Perú      | 0:0       | Bandera de Colombia  | Colombia  |
| 16 de junio de 1985 | Lima          | Perú      | Bandera de Perú      | 4:1 (2:1) | Bandera de Venezuela | Venezuela |
| 23 de junio de 1985 | Lima          | Perú      | Bandera de Perú      | 1:0 (1:0) | Bandera de Argentina | Argentina |
| 30 de junio de 1985 | Buenos Aires  | Argentina | Bandera de Argentina | 2:2 (1:2) | Bandera de Perú      | Perú      |

#### Repesca (Grupo B)
- Información según CeroaCero[13]

| Fecha                  | Lugar    |       |                  | Resultado |                  |       |
| ---------------------- | -------- | ----- | ---------------- | --------- | ---------------- | ----- |
| 27 de octubre de 1985  | Santiago | Chile | Bandera de Chile | 4:2 (3:1) | Bandera de Perú  | Perú  |
| 3 de noviembre de 1985 | Lima     | Perú  | Bandera de Perú  | 0:1 (0:0) | Bandera de Chile | Chile |

### Eliminatorias paraItalia 1990
- Información según CeroaCero[14]

| Fecha                    | Lugar      |         |                    | Resultado |                    |         |
| ------------------------ | ---------- | ------- | ------------------ | --------- | ------------------ | ------- |
| 20 de agosto de 1989     | La Paz     | Bolivia | Bandera de Bolivia | 2:1 (1:1) | Bandera de Perú    | Perú    |
| 27 de agosto de 1989     | Lima       | Perú    | Bandera de Perú    | 0:2 (0:0) | Bandera de Uruguay | Uruguay |
| 10 de septiembre de 1989 | Lima       | Perú    | Bandera de Perú    | 1:2 (0:1) | Bandera de Bolivia | Bolivia |
| 24 de septiembre de 1989 | Montevideo | Uruguay | Bandera de Uruguay | 2:0 (1:0) | Bandera de Perú    | Perú    |

### Eliminatorias paraEstados Unidos 1994
- Información según FIFA[15]

#### Primera ronda
| Fecha                | Lugar    |          |                     | Resultado |                      |           |
| -------------------- | -------- | -------- | ------------------- | --------- | -------------------- | --------- |
| 1 de agosto de 1993  | Lima     | Perú     | Bandera de Perú     | 0:1 (0:1) | Bandera de Argentina | Argentina |
| 8 de agosto de 1993  | Lima     | Perú     | Bandera de Perú     | 0:1 (0:1) | Bandera de Colombia  | Colombia  |
| 15 de agosto de 1993 | Asunción | Paraguay | Bandera de Paraguay | 2:1 (2:1) | Bandera de Perú      | Perú      |

#### Segunda ronda
| Fecha                   | Lugar        |           |                      | Resultado |                     |          |
| ----------------------- | ------------ | --------- | -------------------- | --------- | ------------------- | -------- |
| 22 de agosto de 1993    | Buenos Aires | Argentina | Bandera de Argentina | 2:1 (2:0) | Bandera de Perú     | Perú     |
| 29 de agosto de 1993    | Barranquilla | Colombia  | Bandera de Colombia  | 4:0 (2:0) | Bandera de Perú     | Perú     |
| 5 de septiembre de 1993 | Lima         | Perú      | Bandera de Perú      | 2:2 (1:0) | Bandera de Paraguay | Paraguay |

### Eliminatorias paraFrancia 1998
- Información según FIFA[16]

#### Primera ronda
| Fecha                   | Lugar      |          |                     | Resultado |                      |           |
| ----------------------- | ---------- | -------- | ------------------- | --------- | -------------------- | --------- |
| 24 de abril de 1996     | Guayaquil  | Ecuador  | Bandera de Ecuador  | 4:1 (0:0) | Bandera de Perú      | Perú      |
| 2 de junio de 1996      | Lima       | Perú     | Bandera de Perú     | 1:1 (0:0) | Bandera de Colombia  | Colombia  |
| 7 de julio de 1996      | Lima       | Perú     | Bandera de Perú     | 0:0       | Bandera de Argentina | Argentina |
| 1 de septiembre de 1996 | La Paz     | Bolivia  | Bandera de Bolivia  | 0:0       | Bandera de Perú      | Perú      |
| 10 de noviembre de 1996 | Lima       | Perú     | Bandera de Perú     | 4:1 (2:0) | Bandera de Venezuela | Venezuela |
| 15 de diciembre de 1996 | Montevideo | Uruguay  | Bandera de Uruguay  | 2:0 (2:0) | Bandera de Perú      | Perú      |
| 12 de enero de 1997     | Lima       | Perú     | Bandera de Perú     | 2:1 (2:0) | Bandera de Chile     | Chile     |
| 12 de febrero de 1997   | Asunción   | Paraguay | Bandera de Paraguay | 2:1 (2:1) | Bandera de Perú      | Perú      |

#### Segunda ronda
| Fecha                    | Lugar        |           |                      | Resultado |                     |          |
| ------------------------ | ------------ | --------- | -------------------- | --------- | ------------------- | -------- |
| 2 de abril de 1997       | Lima         | Perú      | Bandera de Perú      | 1:1 (0:0) | Bandera de Ecuador  | Ecuador  |
| 30 de abril de 1997      | Barranquilla | Colombia  | Bandera de Colombia  | 0:1 (0:0) | Bandera de Perú     | Perú     |
| 8 de junio de 1997       | Buenos Aires | Argentina | Bandera de Argentina | 2:0 (1:0) | Bandera de Perú     | Perú     |
| 6 de julio de 1997       | Lima         | Perú      | Bandera de Perú      | 2:1 (1:0) | Bandera de Bolivia  | Bolivia  |
| 20 de agosto de 1997     | Barinas      | Venezuela | Bandera de Venezuela | 0:3 (0:1) | Bandera de Perú     | Perú     |
| 10 de septiembre de 1997 | Lima         | Perú      | Bandera de Perú      | 2:1 (0:1) | Bandera de Uruguay  | Uruguay  |
| 12 de octubre de 1997    | Santiago     | Chile     | Bandera de Chile     | 4:0 (1:0) | Bandera de Perú     | Perú     |
| 16 de noviembre de 1997  | Lima         | Perú      | Bandera de Perú      | 1:0 (1:0) | Bandera de Paraguay | Paraguay |

## Eliminatorias delsigloXXI

### Eliminatorias paraCorea - Japón 2002
- Información según FIFA[17]

#### Primera ronda
| Fecha                   | Lugar      |         |                    | Resultado |                      |           |
| ----------------------- | ---------- | ------- | ------------------ | --------- | -------------------- | --------- |
| 29 de marzo de 2000     | Lima       | Perú    | Bandera de Perú    | 2:0 (0:0) | Bandera de Paraguay  | Paraguay  |
| 26 de abril de 2000     | Santiago   | Chile   | Bandera de Chile   | 1:1 (0:1) | Bandera de Perú      | Perú      |
| 4 de junio de 2000      | Lima       | Perú    | Bandera de Perú    | 0:1 (0:1) | Bandera de Brasil    | Brasil    |
| 29 de junio de 2000     | Quito      | Ecuador | Bandera de Ecuador | 2:1 (1:0) | Bandera de Perú      | Perú      |
| 19 de julio de 2000     | Lima       | Perú    | Bandera de Perú    | 0:1 (0:0) | Bandera de Colombia  | Colombia  |
| 26 de julio de 2000     | Montevideo | Uruguay | Bandera de Uruguay | 0:0       | Bandera de Perú      | Perú      |
| 16 de agosto de 2000    | Lima       | Perú    | Bandera de Perú    | 1:0 (0:0) | Bandera de Venezuela | Venezuela |
| 3 de septiembre de 2000 | Lima       | Perú    | Bandera de Perú    | 1:2 (0:2) | Bandera de Argentina | Argentina |
| 8 de octubre de 2000    | La Paz     | Bolivia | Bandera de Bolivia | 1:0 (1:0) | Bandera de Perú      | Perú      |

#### Segunda ronda
| Fecha                   | Lugar         |           |                      | Resultado |                    |         |
| ----------------------- | ------------- | --------- | -------------------- | --------- | ------------------ | ------- |
| 15 de noviembre de 2000 | Asunción      | Paraguay  | Bandera de Paraguay  | 5:1 (3:0) | Bandera de Perú    | Perú    |
| 27 de marzo de 2001     | Lima          | Perú      | Bandera de Perú      | 3:1 (0:0) | Bandera de Chile   | Chile   |
| 25 de abril de 2001     | São Paulo     | Brasil    | Bandera de Brasil    | 1:1 (0:0) | Bandera de Perú    | Perú    |
| 2 de junio de 2001      | Lima          | Perú      | Bandera de Perú      | 1:2 (1:1) | Bandera de Ecuador | Ecuador |
| 16 de agosto de 2001    | Bogotá        | Colombia  | Bandera de Colombia  | 0:1 (0:0) | Bandera de Perú    | Perú    |
| 4 de septiembre de 2001 | Lima          | Perú      | Bandera de Perú      | 0:2 (0:2) | Bandera de Uruguay | Uruguay |
| 6 de octubre de 2001    | San Cristóbal | Venezuela | Bandera de Venezuela | 3:0 (0:0) | Bandera de Perú    | Perú    |
| 8 de noviembre de 2001  | Buenos Aires  | Argentina | Bandera de Argentina | 2:0 (0:0) | Bandera de Perú    | Perú    |
| 14 de noviembre de 2001 | Lima          | Perú      | Bandera de Perú      | 1:1 (1:0) | Bandera de Bolivia | Bolivia |

### Eliminatorias paraAlemania 2006
- Información según FIFA[18]

#### Primera ronda
| Fecha                   | Lugar      |         |                    | Resultado |                      |           |
| ----------------------- | ---------- | ------- | ------------------ | --------- | -------------------- | --------- |
| 6 de septiembre de 2003 | Lima       | Perú    | Bandera de Perú    | 4:1 (2:1) | Bandera de Paraguay  | Paraguay  |
| 9 de septiembre de 2003 | Santiago   | Chile   | Bandera de Chile   | 2:1 (1:0) | Bandera de Perú      | Perú      |
| 16 de noviembre de 2003 | Lima       | Perú    | Bandera de Perú    | 1:1 (0:1) | Bandera de Brasil    | Brasil    |
| 19 de noviembre de 2003 | Quito      | Ecuador | Bandera de Ecuador | 0:0       | Bandera de Perú      | Perú      |
| 31 de marzo de 2004     | Lima       | Perú    | Bandera de Perú    | 0:2 (0:2) | Bandera de Colombia  | Colombia  |
| 1 de junio de 2004      | Montevideo | Uruguay | Bandera de Uruguay | 1:3 (0:2) | Bandera de Perú      | Perú      |
| 6 de junio de 2004      | Lima       | Perú    | Bandera de Perú    | 0:0       | Bandera de Venezuela | Venezuela |
| 4 de septiembre de 2004 | Lima       | Perú    | Bandera de Perú    | 1:3 (0:1) | Bandera de Argentina | Argentina |
| 9 de octubre de 2004    | La Paz     | Bolivia | Bandera de Bolivia | 1:0 (0:0) | Bandera de Perú      | Perú      |

#### Segunda ronda
| Fecha                   | Lugar         |           |                      | Resultado |                    |         |
| ----------------------- | ------------- | --------- | -------------------- | --------- | ------------------ | ------- |
| 13 de octubre de 2004   | Asunción      | Paraguay  | Bandera de Paraguay  | 1:1 (1:0) | Bandera de Perú    | Perú    |
| 17 de noviembre de 2004 | Lima          | Perú      | Bandera de Perú      | 2:1 (0:0) | Bandera de Chile   | Chile   |
| 27 de marzo de 2005     | Goiânia       | Brasil    | Bandera de Brasil    | 1:0 (0:0) | Bandera de Perú    | Perú    |
| 30 de marzo de 2005     | Lima          | Perú      | Bandera de Perú      | 2:2 (1:2) | Bandera de Ecuador | Ecuador |
| 4 de junio de 2005      | Barranquilla  | Colombia  | Bandera de Colombia  | 5:0 (1:0) | Bandera de Perú    | Perú    |
| 7 de junio de 2005      | Lima          | Perú      | Bandera de Perú      | 0:0       | Bandera de Uruguay | Uruguay |
| 3 de septiembre de 2005 | San Cristóbal | Venezuela | Bandera de Venezuela | 4:1 (1:0) | Bandera de Perú    | Perú    |
| 9 de octubre de 2005    | Buenos Aires  | Argentina | Bandera de Argentina | 2:0 (0:0) | Bandera de Perú    | Perú    |
| 12 de octubre de 2005   | Tacna         | Perú      | Bandera de Perú      | 4:1 (3:0) | Bandera de Bolivia | Bolivia |

### Eliminatorias paraSudáfrica 2010
- Información según FIFA[19]

#### Primera ronda
| Fecha                    | Lugar      |         |                    | Resultado |                      |           |
| ------------------------ | ---------- | ------- | ------------------ | --------- | -------------------- | --------- |
| 13 de octubre de 2007    | Lima       | Perú    | Bandera de Perú    | 0:0       | Bandera de Paraguay  | Paraguay  |
| 17 de octubre de 2007    | Santiago   | Chile   | Bandera de Chile   | 2:0 (1:0) | Bandera de Perú      | Perú      |
| 18 de noviembre de 2007  | Lima       | Perú    | Bandera de Perú    | 1:1 (0:1) | Bandera de Brasil    | Brasil    |
| 21 de noviembre de 2007  | Quito      | Ecuador | Bandera de Ecuador | 5:1 (3:0) | Bandera de Perú      | Perú      |
| 14 de junio de 2008      | Lima       | Perú    | Bandera de Perú    | 1:1 (1:1) | Bandera de Colombia  | Colombia  |
| 17 de junio de 2008      | Montevideo | Uruguay | Bandera de Uruguay | 6:0 (2:0) | Bandera de Perú      | Perú      |
| 6 de septiembre de 2008  | Lima       | Perú    | Bandera de Perú    | 1:0 (1:0) | Bandera de Venezuela | Venezuela |
| 10 de septiembre de 2008 | Lima       | Perú    | Bandera de Perú    | 1:1 (0:0) | Bandera de Argentina | Argentina |
| 11 de octubre de 2008    | La Paz     | Bolivia | Bandera de Bolivia | 3:0 (2:0) | Bandera de Perú      | Perú      |

#### Segunda ronda
| Fecha                   | Lugar          |           |                      | Resultado |                    |         |
| ----------------------- | -------------- | --------- | -------------------- | --------- | ------------------ | ------- |
| 15 de octubre de 2008   | Asunción       | Paraguay  | Bandera de Paraguay  | 1:0 (0:0) | Bandera de Perú    | Perú    |
| 29 de marzo de 2009     | Lima           | Perú      | Bandera de Perú      | 1:3 (1:2) | Bandera de Chile   | Chile   |
| 1 de abril de 2009      | Porto Alegre   | Brasil    | Bandera de Brasil    | 3:0 (2:0) | Bandera de Perú    | Perú    |
| 7 de junio de 2009      | Lima           | Perú      | Bandera de Perú      | 1:2 (0:1) | Bandera de Ecuador | Ecuador |
| 10 de junio de 2009     | Medellín       | Colombia  | Bandera de Colombia  | 1:0 (1:0) | Bandera de Perú    | Perú    |
| 5 de septiembre de 2009 | Lima           | Perú      | Bandera de Perú      | 1:0 (0:0) | Bandera de Uruguay | Uruguay |
| 9 de septiembre de 2009 | Puerto La Cruz | Venezuela | Bandera de Venezuela | 3:1 (1:1) | Bandera de Perú    | Perú    |
| 10 de octubre de 2009   | Buenos Aires   | Argentina | Bandera de Argentina | 2:1 (0:0) | Bandera de Perú    | Perú    |
| 14 de octubre de 2009   | Lima           | Perú      | Bandera de Perú      | 1:0 (0:0) | Bandera de Bolivia | Bolivia |

### Eliminatorias paraBrasil 2014
- Información según FIFA[20]

#### Primera ronda
| Fecha                    | Lugar      |         |                    | Resultado |                      |           |
| ------------------------ | ---------- | ------- | ------------------ | --------- | -------------------- | --------- |
| 7 de octubre de 2011     | Lima       | Perú    | Bandera de Perú    | 2:0 (1:0) | Bandera de Paraguay  | Paraguay  |
| 11 de octubre de 2011    | Santiago   | Chile   | Bandera de Chile   | 4:2 (2:0) | Bandera de Perú      | Perú      |
| 15 de noviembre de 2011  | Quito      | Ecuador | Bandera de Ecuador | 2:0 (0:0) | Bandera de Perú      | Perú      |
| 3 de junio de 2012       | Lima       | Perú    | Bandera de Perú    | 0:1 (0:0) | Bandera de Colombia  | Colombia  |
| 10 de junio de 2012      | Montevideo | Uruguay | Bandera de Uruguay | 4:2 (2:1) | Bandera de Perú      | Perú      |
| 7 de septiembre de 2012  | Lima       | Perú    | Bandera de Perú    | 2:1 (0:1) | Bandera de Venezuela | Venezuela |
| 11 de septiembre de 2012 | Lima       | Perú    | Bandera de Perú    | 1:1 (1:1) | Bandera de Argentina | Argentina |
| 12 de octubre de 2012    | La Paz     | Bolivia | Bandera de Bolivia | 1:1 (0:1) | Bandera de Perú      | Perú      |

#### Segunda ronda
| Fecha                    | Lugar          |           |                      | Resultado |                    |         |
| ------------------------ | -------------- | --------- | -------------------- | --------- | ------------------ | ------- |
| 16 de octubre de 2012    | Asunción       | Paraguay  | Bandera de Paraguay  | 1:0 (0:0) | Bandera de Perú    | Perú    |
| 22 de marzo de 2013      | Lima           | Perú      | Bandera de Perú      | 1:0 (0:0) | Bandera de Chile   | Chile   |
| 7 de junio de 2013       | Lima           | Perú      | Bandera de Perú      | 1:0 (1:0) | Bandera de Ecuador | Ecuador |
| 11 de junio de 2013      | Barranquilla   | Colombia  | Bandera de Colombia  | 2:0 (2:0) | Bandera de Perú    | Perú    |
| 6 de septiembre de 2013  | Lima           | Perú      | Bandera de Perú      | 1:2 (0:1) | Bandera de Uruguay | Uruguay |
| 10 de septiembre de 2013 | Puerto La Cruz | Venezuela | Bandera de Venezuela | 3:2 (1:1) | Bandera de Perú    | Perú    |
| 11 de octubre de 2013    | Buenos Aires   | Argentina | Bandera de Argentina | 3:1 (2:1) | Bandera de Perú    | Perú    |
| 15 de octubre de 2013    | Lima           | Perú      | Bandera de Perú      | 1:1 (1:1) | Bandera de Bolivia | Bolivia |

### Eliminatorias paraRusia 2018
- Información según CeroaCero[21]

#### Primera ronda
| Fecha                   | Lugar        |          |                     | Resultado |                      |           |
| ----------------------- | ------------ | -------- | ------------------- | --------- | -------------------- | --------- |
| 8 de octubre de 2015    | Barranquilla | Colombia | Bandera de Colombia | 2:0 (1:0) | Bandera de Perú      | Perú      |
| 13 de octubre de 2015   | Lima         | Perú     | Bandera de Perú     | 3:4 (2:3) | Bandera de Chile     | Chile     |
| 13 de noviembre de 2015 | Lima         | Perú     | Bandera de Perú     | 1:0 (1:0) | Bandera de Paraguay  | Paraguay  |
| 17 de noviembre de 2015 | Salvador     | Brasil   | Bandera de Brasil   | 3:0 (1:0) | Bandera de Perú      | Perú      |
| 24 de marzo de 2016     | Lima         | Perú     | Bandera de Perú     | 2:2 (0:1) | Bandera de Venezuela | Venezuela |
| 29 de marzo de 2016     | Montevideo   | Uruguay  | Bandera de Uruguay  | 1:0 (0:0) | Bandera de Perú      | Perú      |
| 1 de septiembre de 2016 | La Paz       | Bolivia  | Bandera de Bolivia  | 0:0 — 0:3 | Bandera de Perú      | Perú      |
| 6 de septiembre de 2016 | Lima         | Perú     | Bandera de Perú     | 2:1 (1:1) | Bandera de Ecuador   | Ecuador   |
| 6 de octubre de 2016    | Lima         | Perú     | Bandera de Perú     | 2:2 (0:1) | Bandera de Argentina | Argentina |

#### Segunda ronda
| Fecha                   | Lugar        |           |                      | Resultado |                     |          |
| ----------------------- | ------------ | --------- | -------------------- | --------- | ------------------- | -------- |
| 11 de octubre de 2016   | Santiago     | Chile     | Bandera de Chile     | 2:1 (1:0) | Bandera de Perú     | Perú     |
| 10 de noviembre de 2016 | Asunción     | Paraguay  | Bandera de Paraguay  | 1:4 (1:0) | Bandera de Perú     | Perú     |
| 15 de noviembre de 2016 | Lima         | Perú      | Bandera de Perú      | 0:2 (0:0) | Bandera de Brasil   | Brasil   |
| 23 de marzo de 2017     | Maturín      | Venezuela | Bandera de Venezuela | 2:2 (2:0) | Bandera de Perú     | Perú     |
| 28 de marzo de 2017     | Lima         | Perú      | Bandera de Perú      | 2:1 (1:1) | Bandera de Uruguay  | Uruguay  |
| 31 de agosto de 2017    | Lima         | Perú      | Bandera de Perú      | 2:1 (0:0) | Bandera de Bolivia  | Bolivia  |
| 5 de septiembre de 2017 | Quito        | Ecuador   | Bandera de Ecuador   | 1:2 (0:0) | Bandera de Perú     | Perú     |
| 5 de octubre de 2017    | Buenos Aires | Argentina | Bandera de Argentina | 0:0       | Bandera de Perú     | Perú     |
| 10 de octubre de 2017   | Lima         | Perú      | Bandera de Perú      | 1:1 (0:0) | Bandera de Colombia | Colombia |

### Eliminatorias paraCatar 2022
- Información según CeroaCero[22]

#### Primera ronda
| Fecha                   | Lugar    |          |                     | Resultado |                      |           |
| ----------------------- | -------- | -------- | ------------------- | --------- | -------------------- | --------- |
| 8 de octubre de 2020    | Asunción | Paraguay | Bandera de Paraguay | 2:2 (0:0) | Bandera de Perú      | Perú      |
| 13 de octubre de 2020   | Lima     | Perú     | Bandera de Perú     | 2:4 (1:1) | Bandera de Brasil    | Brasil    |
| 13 de noviembre de 2020 | Santiago | Chile    | Bandera de Chile    | 2:0 (2:0) | Bandera de Perú      | Perú      |
| 17 de noviembre de 2020 | Lima     | Perú     | Bandera de Perú     | 0:2 (0:2) | Bandera de Argentina | Argentina |
| 10 de octubre de 2021   | La Paz   | Bolivia  | Bandera de Bolivia  | 1:0 (0:0) | Bandera de Perú      | Perú      |
| 5 de septiembre de 2021 | Lima     | Perú     | Bandera de Perú     | 1:0 (1:0) | Bandera de Venezuela | Venezuela |
| 3 de junio de 2021      | Lima     | Perú     | Bandera de Perú     | 0:3 (0:1) | Bandera de Colombia  | Colombia  |
| 8 de junio de 2021      | Quito    | Ecuador  | Bandera de Ecuador  | 1:2 (0:0) | Bandera de Perú      | Perú      |
| 2 de septiembre de 2021 | Lima     | Perú     | Bandera de Perú     | 1:1 (1:1) | Bandera de Uruguay   | Uruguay   |

#### Segunda ronda
| Fecha                   | Lugar        |           |                      | Resultado |                     |          |
| ----------------------- | ------------ | --------- | -------------------- | --------- | ------------------- | -------- |
| 9 de septiembre de 2021 | Recife       | Brasil    | Bandera de Brasil    | 2:0 (2:0) | Bandera de Perú     | Perú     |
| 7 de octubre de 2021    | Lima         | Perú      | Bandera de Perú      | 2:0 (1:0) | Bandera de Chile    | Chile    |
| 14 de octubre de 2021   | Buenos Aires | Argentina | Bandera de Argentina | 1:0 (1:0) | Bandera de Perú     | Perú     |
| 11 de noviembre de 2021 | Lima         | Perú      | Bandera de Perú      | 3:0 (3:0) | Bandera de Bolivia  | Bolivia  |
| 16 de noviembre de 2021 | Caracas      | Venezuela | Bandera de Venezuela | 1:2 (0:1) | Bandera de Perú     | Perú     |
| 28 de enero de 2022     | Barranquilla | Colombia  | Bandera de Colombia  | 0:1 (0:0) | Bandera de Perú     | Perú     |
| 1 de febrero de 2022    | Lima         | Perú      | Bandera de Perú      | 1:1 (0:1) | Bandera de Ecuador  | Ecuador  |
| 24 de marzo de 2022     | Montevideo   | Uruguay   | Bandera de Uruguay   | 1:0 (1:0) | Bandera de Perú     | Perú     |
| 29 de marzo de 2022     | Lima         | Perú      | Bandera de Perú      | 2:0 (2:0) | Bandera de Paraguay | Paraguay |

### Eliminatorias paraCanadá, Estados Unidos y México 2026

#### Primera ronda
| Fecha                    | Lugar           |          |                     | Resultado |                      |           |
| ------------------------ | --------------- | -------- | ------------------- | --------- | -------------------- | --------- |
| 7 de septiembre de 2023  | Ciudad del Este | Paraguay | Bandera de Paraguay | 0:0       | Bandera de Perú      | Perú      |
| 12 de septiembre de 2023 | Lima            | Perú     | Bandera de Perú     | 0:1 (0:0) | Bandera de Brasil    | Brasil    |
| 12 de octubre de 2023    | Santiago        | Chile    | Bandera de Chile    | 2:0 (0:0) | Bandera de Perú      | Perú      |
| 17 de octubre de 2023    | Lima            | Perú     | Bandera de Perú     | 0:2 (0:2) | Bandera de Argentina | Argentina |
| 16 de noviembre de 2023  | La Paz          | Bolivia  | Bandera de Bolivia  | 2:0 (1:0) | Bandera de Perú      | Perú      |
| 21 de noviembre de 2023  | Lima            | Perú     | Bandera de Perú     | 1:1 (1:0) | Bandera de Venezuela | Venezuela |
| 6 de septiembre de 2024  | Lima            | Perú     | Bandera de Perú     | 1:1 (0:0) | Bandera de Colombia  | Colombia  |
| 10 de septiembre de 2024 | Quito           | Ecuador  | Bandera de Ecuador  | 1:0 (0:0) | Bandera de Perú      | Perú      |
| 11 de octubre de 2024    | Lima            | Perú     | Bandera de Perú     | 1:0 (0:0) | Bandera de Uruguay   | Uruguay   |

#### Segunda ronda
| Fecha                   | Lugar        |           |                      | Resultado |                     |          |
| ----------------------- | ------------ | --------- | -------------------- | --------- | ------------------- | -------- |
| 15 de octubre de 2024   | Brasilia     | Brasil    | Bandera de Brasil    | 4:0 (1:0) | Bandera de Perú     | Perú     |
| 15 de noviembre de 2024 | Lima         | Perú      | Bandera de Perú      | 0:0       | Bandera de Chile    | Chile    |
| 19 de noviembre de 2024 | Buenos Aires | Argentina | Bandera de Argentina | 1:0 (0:0) | Bandera de Perú     | Perú     |
| 20 de marzo de 2025     | Lima         | Perú      | Bandera de Perú      | 3:1 (2:0) | Bandera de Bolivia  | Bolivia  |
| 25 de marzo de 2025     | Maturín      | Venezuela | Bandera de Venezuela | 1:0 (1:0) | Bandera de Perú     | Perú     |
| 5 de junio de 2025      | Barranquilla | Colombia  | Bandera de Colombia  | vs.       | Bandera de Perú     | Perú     |
| 10 de junio de 2025     | Lima         | Perú      | Bandera de Perú      | vs.       | Bandera de Ecuador  | Ecuador  |
| 4 de septiembre de 2025 | Montevideo   | Uruguay   | Bandera de Uruguay   | vs.       | Bandera de Perú     | Perú     |
| 9 de septiembre de 2025 | Lima         | Perú      | Bandera de Perú      | vs.       | Bandera de Paraguay | Paraguay |